# باشگاه فوتبال مکابی بنی رینه
باشگاه فوتبال مکابی بنی رینه یک باشگاه فوتبال در رینه، اسرائیل است. این باشگاه در سال ۲۰۱۶ تأسیس شده است و در لیگ برتر فوتبال اسرائیل شرکت می‌کند.